# The Jet Set

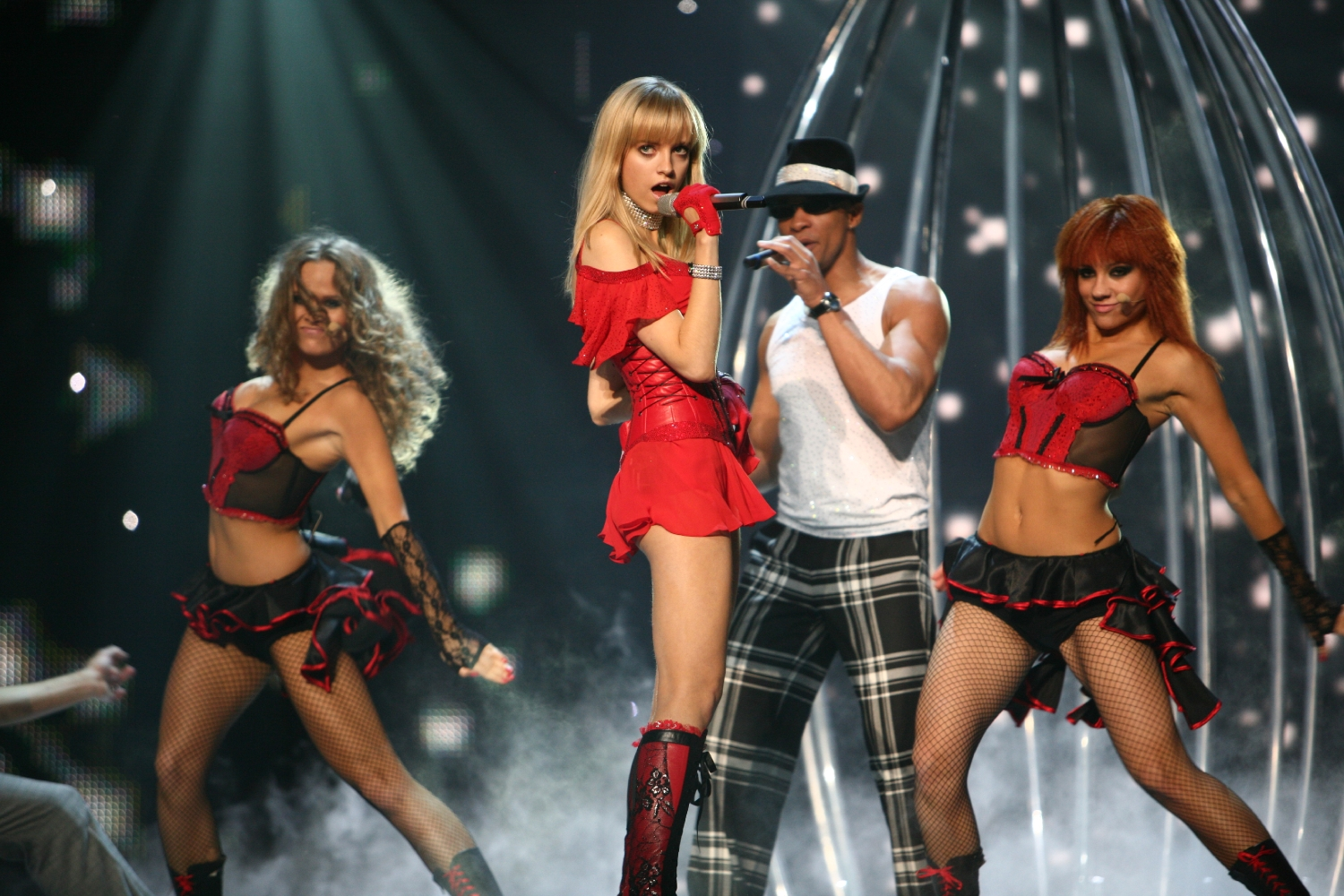
The Jet Set tijdens hun optreden op het Eurovisiesongfestival 2007

The Jet Set is een Poolse popband die in 2005 is geformeerd door Sasha Strunin en David J.
In 2007 deed de groep namens Polen mee aan het Eurovisiesongfestival in Helsinki met het nummer Time to party. In de halve finale eindigden ze met 75 punten als 14de, niet genoeg om zich te kwalificeren voor de finale.

## Discografie
- Just Call Me 2006
- Just Call Me - reedycja 2007